# Алгебра Линденбаума — Тарского
А́лгебра Линденба́ума — Та́рского (часть источников называет её алгеброй Линденбаума) в математической логике определяется для логической теории {\displaystyle T} как множество классов логически равносильных предложений этой теории.
Данная алгебра впервые появилась в статье Альфреда Тарского (1935 год) как способ установить соответствие между логикой высказываний и теорией булевых алгебр. Развитая Адольфом Линденбаумом и другими математиками, эта структура стала источником современной алгебраической логики.

## Определение
Пусть {\displaystyle T} — логическая теория. Определим для её предложений отношение эквивалентности: {\displaystyle P\sim Q}, когда в данной теории доказуемы предложения {\displaystyle P\rightarrow Q} и {\displaystyle Q\rightarrow P}.
Определённые таким образом классы эквивалентности образуют факторсистему {\displaystyle A}, которая наследует из {\displaystyle T} логические операции — обычно конъюнкцию, дизъюнкцию и отрицание и образует алгебру Гейтинга, которая называется алгеброй Линденбаума для логической теории {\displaystyle T}.
Если {\displaystyle T} представляет собой исчисление высказываний в классической логике, {\displaystyle A} образует булеву алгебру, называемую алгеброй Линденбаума — Тарского.